# 亞納基瓦區
亞納基瓦區（西班牙語：Distrito de Yanaquihua），是秘魯的一個區，位於該國南部阿雷基帕大區的康德蘇約斯省，始建於1857年1月2日，面積1,057.07平方公里，海拔高度3,000米，2005年人口4,551，人口密度每平方公里4.3人。